# Waylon Reavis
Waylon Reavis (Condado de Wilkes; 19 de septiembre de 1978) es un cantante que perteneció a la banda Mushroomhead.

## Carrera
Waylon nació en el Condado de Wilkes en 1978, luego de vivir allí por años, su familia decidió mudarse a Cleveland, Ohio. Durante sus primeros años como músico pasó por las bandas Circus of Dead Squirrels y 3 Quarters Dead. Sin embargo, luego de haber sido reclutado para unirse a Mushroomhead, optó por abandonar 3 Quarters e integrarse como vocalista. Waylon se encargó de reemplazar a Jason Popson e hizo su debut en el álbum Savior Sorrow. Asimismo Reavis es el fundador, junto a Steve Felton de la banda Tenafly Viper. El 6 de octubre de 2015 abandona Mushroomhead, de manera repentina, por desavenencias con otros miembros de la banda., a pesar de varios rumores, como que el miembro Tom Schmitz también habría sido despedido, y todos los integrantes fueron prohibidos de comunicación con el, Waylon rompió estas reglas y fue inmediatamente despedido, otro que dice que se emborrachó y lesionó al anteriormente mencionado Tom Schmitz, razón por la cual no está en la gira actual, debido a esto, Waylon fue despedido, otros dicen que simplemente tomó la decisión de abandonar Mushroomhead, pero hasta el momento nada ha logrado ser totalmente confirmado.

## Discografía

### 3 Quarters Dead
- 2003: Blueprint of a Strange Mind

### Mushroomhead
Álbumes de estudio
- 2006: Savior Sorrow
- 2010: Beautiful Stories for Ugly Children
- 2014: The Righteous & the Butterfly